# NXT TakeOver: In Your House 2021
NXT TakeOver: In Your House 2021 è stata la trentacinquesima edizione della serie NXT TakeOver, prodotta dalla WWE per il roster di NXT e la seconda sotto il nome In Your House, e trasmessa live sul WWE Network. L'evento si è svolto il 13 giugno 2021 al Performance Center di Orlando (Florida).

## Storyline
Un Triple Threat match tra Johnny Gargano, Kyle O'Reilly e Pete Dunne per determinare lo sfidante di Karrion Kross per il suo NXT Championship venne annunciato per la puntata di NXT del 1º giugno, ma l'incontro terminò in no-contest dopo l'intervento di Adam Cole, il quale attaccò tutti gli altri partecipanti. A quel punto, Kross richiese al General Manager William Regal di poter difendere il titolo contro Cole, Dunne, Gargano e O'Reilly in un Fatal 5-Way match a In Your House.
Nella puntata di NXT del 25 maggio, al termine del match tra Ember Moon e Shotzi Blackheart contro Dakota Kai e l'NXT Women's Champion Raquel González, quest'ultima attaccò brutalmente la Blackheart mentre la Moon venne isolata dalla Kai. La settimana dopo, la Moon sfidò la González per l'NXT Women's Championship a In Your House, con il match che venne poi confermato.
Nella puntata di NXT del 25 maggio Mercedes Martinez sconfisse Zayda Ramier, ma poco dopo le luci si spensero, e quando si riaccesero sulla mano destra della Martinez apparve il simbolo nero tipico di Xia Li. La settimana dopo, la Li e Boa ricordarono, tramite un video registrato, di come la Martinez avesse sconfitto la Li durante la prima edizione del Mae Young Classic quattro anni prima, dicendo che aveva portato disonore alla sua famiglia. Quella stessa sera, la Martinez sfidò Xia per In Your House.
Nella puntata di NXT del 10 febbraio Cameron Grimes tornò da un infortunio autoproclamandosi "l'uomo più ricco di NXT". In risposta, il WWE Hall of Famer Ted DiBiase apparve nelle settimane successive per convincere Grimes ad effettuare numerosi e costosi acquisti, fino a quando LA Knight non propose allo stesso DiBiase di allearsi con lui e di lasciar perdere Grimes. Poco tempo dopo, venne annunciato che Grimes e Knight si sarebbero affrontati a In Your House, con DiBiase che, in seguito, arricchì la contesa annunciando che sarebbe stata un Ladder match con il palio il prestigioso Million Dollar Championship (creato dallo stesso DiBiase nel 1989).
Nella puntata di NXT del 1º giugno gli MSK difesero l'NXT Tag Team Championship contro il Legado del Fantasma (Joaquin Wilde e Raul Mendoza), assistiti dall'NXT North American Champion Bronson Reed che mise fuori gioco Santos Escobar (leader del Legado del Fantasma). La settimana dopo, Escobar sfidò Reed e gli MSK ad un Winner Takes All Six-man Tag Team match con in palio sia l'NXT North American Championship che l'NXT Tag Team Championship, con i campioni che accettarono.

## Risultati
| #    | Match | Stipulazioni                                                                                                | Durata |
| ---- | --- | --- | ------ |
| Dark | Sarray e Zoey Stark hanno sconfitto Aliyah e Jessi Kamea (con Robert Stone)                                           | Tag Team match                                                                                              | 7:40   |
| 1    | Bronson Reed (NXT North American Champion) e MSK (NXT Tag Team Champions) hanno sconfitto Legado del Fantasma         | Winner Takes All Six-man Tag Team match per l'NXT North American Championship e l'NXT Tag Team Championship | 13:40  |
| 2    | Xia Li (con Boa e Mei Ying) ha sconfitto Mercedes Martinez                                                            | Single match                                                                                                | 7:40   |
| 3    | LA Knight ha sconfitto Cameron Grimes                                                                                 | Ladder match per il Million Dollar Championship                                                             | 19:30  |
| 4    | Raquel González (c) (con Dakota Kai) ha sconfitto Ember Moon                                                          | Single match per l'NXT Women's Championship                                                                 | 12:40  |
| 5    | Karrion Kross (c) (con Scarlett) ha sconfitto Adam Cole, Johnny Gargano, Kyle O'Reilly e Pete Dunne per sottomissione | Fatal 5-Way match per l'NXT Championship                                                                    | 26:15  |